# Rhyacophila rotunda
Rhyacophila rotunda är en nattsländeart som beskrevs av Banks 1924. Rhyacophila rotunda ingår i släktet Rhyacophila och familjen rovnattsländor. Inga underarter finns listade i Catalogue of Life.